# Estádio Agnald Alves
Estádio Agnald Alves – stadion piłkarski, w Jardim, Ceará, Brazylia, na którym swoje mecze rozgrywa klub Jardim Sport Clube.